# Nikolaï Tcherguinets
Nikolaï Tcherguinets (né le 17 octobre 1937 à Minsk) est un homme politique biélorusse, président de la Commission des Affaires étrangères de l'Assemblée de l'Union de la Russie et de la Biélorussie ainsi que celui de la Biélorussie.
Il annonça le statut d'observateur pour l'Abkhazie et l'Ossétie du Sud. « Désormais, les députés des parlements sud-ossète et abkhaz pourront assister aux réunions de l'Assemblée et y présenter des rapports », déclara t-il pour annoncer la décision de l'Union. « Nous sommes en droit d'accorder ce statut à différents pays et organisations » accentua-t-il en réponse au désaccord de pays occidentaux du rapprochement des régions séparatistes à l'Union.